# Genemuiden
Genemuiden é uma localidade neerlandesa em Zwartewaterland, na província de Overissel. Em 1 de janeiro de 2010, a povoação contava um pouco mais de 10 000 habitantes.
Em 1 de janeiro de 2001, o município de Genemuiden funde-se com as de Hasselt e Zwartsluisje para formar a nava comunidade de Zwartewaterland. Os habitantes a Genemuiden não estavam de acordo.